# Campionati del mondo di canottaggio 1987
I Campionati del mondo di canottaggio 1987 si sono tenuti a Copenaghen, nel bacino del lago Bagsværd, in Danimarca.

## Medagliere
| Pos.   | Paese            | Oro | Argento | Bronzo | Totale |
| ------ | ---------------- | --- | ------- | ------ | ------ |
| 1      | Germania Est     | 4   | 2       | 5      | 11     |
| 2      | Unione Sovietica | 3   | 2       | 2      | 7      |
| 3      | Romania          | 3   | 2       | 1      | 6      |
| 4      | Italia           | 3   | 2       | 0      | 5      |
| 5      | Stati Uniti      | 3   | 0       | 4      | 7      |
| 6      | Regno Unito      | 2   | 3       | 0      | 5      |
| 7      | Australia        | 2   | 0       | 0      | 2      |
| 8      | Germania Ovest   | 1   | 2       | 1      | 4      |
| 9      | Bulgaria         | 0   | 2       | 0      | 2      |
| 10     | Danimarca        | 0   | 1       | 1      | 2      |
| 10     | Nuova Zelanda    | 0   | 1       | 1      | 2      |
| 10     | Paesi Bassi      | 0   | 1       | 1      | 2      |
| 13     | Belgio           | 0   | 1       | 0      | 1      |
| 13     | Finlandia        | 0   | 1       | 0      | 1      |
| 13     | Francia          | 0   | 1       | 0      | 1      |
| 13     | Polonia          | 0   | 1       | 0      | 1      |
| 17     | Canada           | 0   | 0       | 3      | 3      |
| 18     | Spagna           | 0   | 0       | 1      | 1      |
| Totale | Totale           | 21  | 22      | 20     | 63     |

## Risultati
Uomini
| Gara                            | Oro                                                                                             | Argento | Bronzo                                                                                        |
| Singolo M1x                     | Thomas Lange                                                                                    | Peter-Michael Kolbe                                                                                                 | Pertti Karppinen                                                                              |
| Singolo pesi leggeri LM1x       | Wim van Belleghem                                                                               | David Wright | Ruggero Verroca                                                                               |
| Due di coppia M2x               | Bulgaria Vasil Radev Danatil Yordanov                                                           | Germania Ovest Andreas Schmelz Ralf Thienel                                                                         | Germania Est Uwe Heppner Uwe Sägling                                                          |
| Due senza M2-                   | Regno Unito Andrew Holmes Steven Redgrave                                                       | Romania Dragoş Neagu Dănuţ Dobre                                                                                    | Unione Sovietica Nikolái Pimenov Yuri Pimenov                                                 |
| Due con M2+                     | Italia Carmine Abbagnale Giuseppe Abbagnale Giuseppe Di Capua (tim.)                            | Regno Unito Andrew Holmes Steven Redgrave Patrick Sweeney (tim.)                                                    | Romania Dimitrie Popescu Vasile Tomoiagă Marian Gheorghe (tim.)                               |
| Due di coppia pesi leggeri LM2x | Italia Enrico Gandola Giovanni Calabrese                                                        | Francia Luc Crispon Thierry Renault                                                                                 | Regno Unito Carl Smith Allan Whitwell                                                         |
| Quattro di coppia M4x           | Unione Sovietica Vitali Dosenko Sergéi Kiniakin Mijaíl Ivanov Igor Kotko                        | Norvegia Vetle Vinje Lars Bjønness Rolf Bernt Thorsen Alf Hansen                                                    | Canada Doug Hamilton Robert Mills Paul Douma Mel Laforma                                      |
| Quattro senza M4-               | Germania Est Thomas Greiner Ralf Brudel Jens Lüdecke Olaf Förster                               | Unione Sovietica Veniamin But Sigitas Kuchinskas Jonas Narmontas Andréi Vasiliev                                    | Stati Uniti Robert Espeseth John Riley Dan Lyons Ted Swinford                                 |
| Quattro con M4+                 | Germania Est Karsten Schmeling Bernd Niesecke Bernd Eichwurzel Frank Klawonn Hendrik Reiher (t) | Unione Sovietica Viktor Omelianovich Nikolái Komarov Vladimir Romanichin Valentin Gerasimenko Grigori Dmitrenko (t) | Italia Antonio Maurogiovanni Giovanni Suarez Renato Gaeta Giuseppe Carando Dino Lucchetta (t) |
| Quattro senza pesi leggeri LM4- | Germania Ovest Alwin Otten Frank Rogall Thomas Jäckel Wolfgang Birkner                          | Italia Dario Longhin Mauro Torta Nerio Gainotti Franco Pantano                                                      | Stati Uniti Fred Michini Mike Morrison Charles Cobbs Ed Gribbin                               |
| Otto M8+                        | Stati Uniti                                                                                     | Germania Est | Italia                                                                                        |
| Otto pesi leggeri LM8+          | Italia                                                                                          | Germania Ovest | Stati Uniti                                                                                   |

Donne
| Gara                            | Oro                                                                                           | Argento                                                                           | Bronzo                                                                                 |
| Singolo M1x                     | Cornelia Linse                                                                                | Valeria Răcilă                                                                    | Anne Marden                                                                            |
| Singolo pesi leggeri LM1x       | Adair Ferguson                                                                                | Maria Macoviciuc                                                                  | Anne Martin                                                                            |
| Due di coppia M2x               | Germania Est Sylvia Schwabe Martina Schröter                                                  | Romania Marioara Popescu Elisabeta Oleniuc                                        | Bulgaria Magdalena Georgieva Violeta Ninova                                            |
| Due senza M2-                   | Romania Rodica Arba Elena Florea                                                              | Stati Uniti Sherri Cassuto Susan Broome                                           | Germania Est Kersten Toussaint Ramoha Hein                                             |
| Due di coppia pesi leggeri LM2x | Regno Unito Lin Clark Beryl Crockford                                                         | Germania Ovest Brigitte Helmers Alrun Urbach                                      | Francia Desirée Decriem Isabelle Lignan                                                |
| Quattro di coppia M4x           | Germania Est Kristina Mundt Jutta Hampe Birgit Peter Ramona Balthasar                         | Unione Sovietica Karl-Heinz Bußert Uwe Sägling Rüdiger Reiche Jens Köppen         | Romania Doina Bălan Veronica Cogeanu Anişoara Sorohan Titie Ţăran                      |
| Quattro con M4+                 | Germania Est Kerstin Spittler Jutta Abromeit Carola Lichey Steffi Götzelt Daniela Neunast (t) | Romania Florica Lavric Maria Fricioiu Chira Apostol Olga Homeghi Viorica Ioja (t) | Canada Lisa Robertson Barbara Armbrust Christine Clarke Patricia Smith Lesley Thompson |
| Quattro senza pesi leggeri LM4- | Germania Ovest Claudia Engels Monica Wolf Sonja Petri Evelyn Herwegh                          | Stati Uniti Sandy Kendall Jennifer Marron Marise Widmer Charlotte Hollings        | Australia Denise Rennex Karin Riedel Amanda Cross Gayle Toogood                        |
| Otto M8+                        | Unione Sovietica                                                                              | Germania Est                                                                      | Romania                                                                                |